# 卡托 (密蘇里州)
卡托（英語：Cato）是位於美國密蘇里州巴里縣的非建制地區。

## 歷史
卡托的郵局於1895年設立，其後於1958年停運。

## 地理
卡托所處的海拔為高於海平面371米（即1217英呎），而該地所採用的時區為UTC-6，即北美中部時區（CST）。同時該地設有夏令時間，為UTC-6調快一小時，即UTC-5（CDT）。